# Asilus obscurellus
Asilus obscurellus là một loài ruồi trong họ Asilidae. Asilus obscurellus được Macquart miêu tả năm 1850. Loài này phân bố ở miền Australasia.